# Typhoons (single)
Typhoons is een nummer van het Britse rockduo Royal Blood uit 2021. Het is de tweede single van hun gelijknamige derde studioalbum.
"Typhoons" gaat over jezelf verliezen in iemands gedachten. Het dansbare rocknummer werd als single een mager succesje in het Verenigd Koninkrijk en Vlaanderen. In het Verenigd Koninkrijk bereikte de plaat de 63e positie, en in Vlaanderen kwam het tot de 18e positie in de Tipparade.